# خيران (مسورة)

تعديل مصدري - تعديل

خيران هي إحدى قرى عزلة شعيان بمديرية مسورة التابعة لمحافظة البيضاء، بلغ تعداد سكانها 31 نسمة حسب تعداد اليمن لعام 2004.